# Pseudovermilia
Pseudovermilia är ett släkte av ringmaskar. Pseudovermilia ingår i familjen Serpulidae.
Kladogram enligt Catalogue of Life:
| Pseudovermilia | \| \| Pseudovermilia babylonia \| \| \| \| \| \| Pseudovermilia conchata \| \| \| \| \| \| Pseudovermilia fuscostriata \| \| \| \| \| \| Pseudovermilia harryi \| \| \| \| \| \| Pseudovermilia holcopleura \| \| \| \| \| \| Pseudovermilia madracicola \| \| \| \| \| \| Pseudovermilia multispinosa \| \| \| \| \| \| Pseudovermilia occidentalis \| \| \| \| \| \| Pseudovermilia pacifica \| \| \| \| \| \| Pseudovermilia xishaensis \| \| \| \| |
|                | \| \| Pseudovermilia babylonia \| \| \| \| \| \| Pseudovermilia conchata \| \| \| \| \| \| Pseudovermilia fuscostriata \| \| \| \| \| \| Pseudovermilia harryi \| \| \| \| \| \| Pseudovermilia holcopleura \| \| \| \| \| \| Pseudovermilia madracicola \| \| \| \| \| \| Pseudovermilia multispinosa \| \| \| \| \| \| Pseudovermilia occidentalis \| \| \| \| \| \| Pseudovermilia pacifica \| \| \| \| \| \| Pseudovermilia xishaensis \| \| \| \| |
|                | Pseudovermilia babylonia |
|                | |
|                | Pseudovermilia conchata |
|                | |
|                | Pseudovermilia fuscostriata |
|                | |
|                | Pseudovermilia harryi |
|                | |
|                | Pseudovermilia holcopleura |
|                | |
|                | Pseudovermilia madracicola |
|                | |
|                | Pseudovermilia multispinosa |
|                | |
|                | Pseudovermilia occidentalis |
|                | |
|                | Pseudovermilia pacifica |
|                | |
|                | Pseudovermilia xishaensis |
|                | |